# أزيز كهربائي

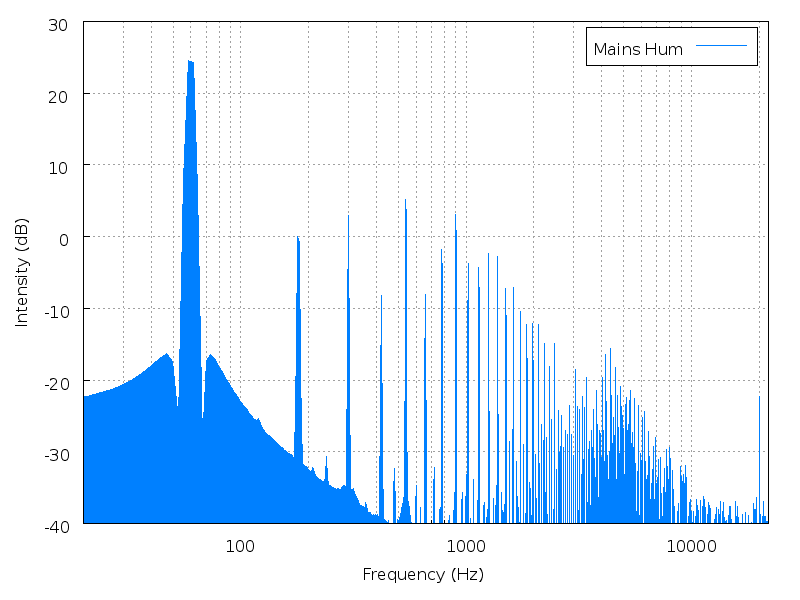
الطيف الترددي لأزيز خط قدرة عند تردد 60 Hz

الأزيز الكهربائي, أو الدندنة الكهربائية هو تذبذب صوتي للتيار المتناوب عند التردد المحلي لخطوط القدرة الكهربائية، والتي تكون عادة 50 أو 60 هرتز. يحتوي هذا الصوت غالبا على تركيز أكبر من التوافقيات.
يمكن التخفيف من حدة الأزيز الكهربائي بواسطة مرشح إيقاف النطاق.

## أسباب الأزيز الكهربائي
السبب الرئيس للدندنة أو الأزيز الكهربائي يعود إلى ظاهرة التقبض المغنطيسي، والذي يغير من الشكل بمقدار طفيف في المواد الفيرومغناطيسية عندما تتعرض لحقول مغناطيسية. يمكن مشاهدة هذه الظاهرة بوضوح حول المحولات الكهربائية الكبيرة.
في خطوط الضغط العالي يمكن أن يحدث الأزيز نتيجة ظاهرة التفريغ الهالي والتي عادة ما تخفف مشكلتها باضافة حلقة إكليلية للكابل.

## وصلات خارجية
- Carter, Bruce. Audio Applications for Op Amps, Part II